# Gerald Meehan
Pour les articles homonymes, voir Meehan.
Gerald Marcus Meehan, dit Gerry Meehan, (né le 3 septembre 1946 à Toronto au Canada) est un joueur de hockey sur glace professionnel qui évolua au poste d'ailier gauche dans la Ligue nationale de hockey pour les Maple Leafs de Toronto, les Flyers de Philadelphie, les Sabres de Buffalo, les Canucks de Vancouver, les Flames d'Atlanta et les Capitals de Washington; il joua aussi pour les Stingers de Cincinnati de l'Association mondiale de hockey. Il fut capitaine des Sabres et des Capitals. Meehan fut repêché par Toronto au quatrième tour, 21e choix au total, au repêchage amateur de la LNH 1963.
L'un des moments marquants de la carrière de Meehan eut lieu lors d'un match contre les Flyers. Au cours du tout dernier match de la saison régulière 1970-1971, les Flyers devaient absolument battre ou faire match nul avec les Sabres afin de s'assurer une place en séries et éliminer les Penguins de Pittsburgh, qui occupaient la dernière place disponible donnant accès aux séries. Le score était égal des deux côtés et avec quatre secondes à faire en 3e, les Flyers semblaient assurés de participer au prestigieux tournoi d'après-saison quand Meehan décocha un tir à 60 pieds du but des Flyers qui trouva le fond du filet, derrière Doug Favell, mettant fin à la saison des Flyers.
Meehan termina sa carrière avec 423 points en 670 matches. Après avoir obtenu un diplôme l'École de Loi de Buffalo en 1982, il travailla pour la firme Cohen, Swados, Wright, Hanifin, Bradford and Brett et fut nommé en 1984 assistant directeur général des Sabres, derrière le légendaire Scotty Bowman. Quand ce dernier se désista en 1986-1987, il le remplaça. Avec le départ de Bowman et de Gilbert Perreault, les Sabres finirent bon derniers de la LNH, mais rebondirent dès la saison suivante devenant l'équipe la plus améliorée du circuit, améliorant leur récolte de points de la saison précédente de 21 points.
Son séjour au poste de directeur général des Sabres coïncida avec l'arrivée de joueurs de premier plan, tels Pierre Turgeon, Aleksandr Moguilny, Dale Hawerchuk, Pat LaFontaine et Dominik Hašek. Il fut nommé vice-président exécutif des opérations sportives, prenant ainsi un rôle plus actif dans les affaires commerciales et légales du club. Il cessa ses fonctions en 1994.

## Statistiques
| Saison     | Équipe                      | Ligue      |     | Saison régulière | Saison régulière | Saison régulière | Saison régulière | Saison régulière |   | Séries éliminatoires | Séries éliminatoires | Séries éliminatoires | Séries éliminatoires | Séries éliminatoires |
| Saison     | Équipe                      | Ligue      | PJ  | B                | A                | Pts              | Pun              | PJ               | B | A                    | Pts                  | Pun                  |                      |                      |
| 1962-1963  | Toronto Neil McNeil Maroons | AHO        |     |                  |                  |                  |                  |                  |   |                      |                      |                      |                      |                      |
| 1963-1964  | Marlboros de Toronto        | AHO        | 12  | 2                | 3                | 5                | 0                |                  |   |                      |                      |                      |                      |                      |
| 1964-1965  | Marlboros de Toronto        | AHO        | 56  | 14               | 30               | 44               | 0                |                  |   |                      |                      |                      |                      |                      |
| 1965-1966  | Americans de Rochester      | LAH        | 1   | 0                | 0                | 0                | 0                |                  |   |                      |                      |                      |                      |                      |
| 1965-1966  | Marlboros de Toronto        | AHO        | 47  | 25               | 26               | 51               | 47               |                  |   |                      |                      |                      |                      |                      |
| 1966-1967  | Marlboros de Toronto        | AHO        | 48  | 26               | 42               | 68               | 27               |                  |   |                      |                      |                      |                      |                      |
| 1967-1968  | Oilers de Tulsa             | CPHL       | 70  | 31               | 41               | 72               | 17               | 11               | 3 | 8                    | 11                   | 0                    |                      |                      |
| 1968-1969  | Roadrunners de Phoenix      | WHL        | 17  | 6                | 6                | 12               | 2                |                  |   |                      |                      |                      |                      |                      |
| 1968-1969  | Maple Leafs de Toronto      | LNH        | 25  | 0                | 2                | 2                | 2                |                  |   |                      |                      |                      |                      |                      |
| 1968-1969  | Flyers de Philadelphie      | LNH        | 12  | 0                | 3                | 3                | 4                | 4                | 0 | 0                    | 0                    | 0                    |                      |                      |
| 1969-1970  | Totems de Seattle           | WHL        | 67  | 23               | 30               | 53               | 23               | 4                | 0 | 1                    | 1                    | 0                    |                      |                      |
| 1970-1971  | Sabres de Buffalo           | LNH        | 77  | 24               | 31               | 55               | 8                |                  |   |                      |                      |                      |                      |                      |
| 1971-1972  | Sabres de Buffalo           | LNH        | 77  | 19               | 27               | 46               | 12               |                  |   |                      |                      |                      |                      |                      |
| 1972-1973  | Sabres de Buffalo           | LNH        | 77  | 31               | 29               | 60               | 21               | 6                | 0 | 1                    | 1                    | 0                    |                      |                      |
| 1973-1974  | Sabres de Buffalo           | LNH        | 72  | 20               | 26               | 46               | 17               |                  |   |                      |                      |                      |                      |                      |
| 1974-1975  | Sabres de Buffalo           | LNH        | 3   | 0                | 1                | 1                | 2                |                  |   |                      |                      |                      |                      |                      |
| 1974-1975  | Canucks de Vancouver        | LNH        | 57  | 10               | 15               | 25               | 4                |                  |   |                      |                      |                      |                      |                      |
| 1974-1975  | Flames d'Atlanta            | LNH        | 14  | 4                | 10               | 14               | 0                |                  |   |                      |                      |                      |                      |                      |
| 1975-1976  | Flames d'Atlanta            | LNH        | 48  | 7                | 20               | 27               | 8                |                  |   |                      |                      |                      |                      |                      |
| 1975-1976  | Capitals de Washington      | LNH        | 32  | 16               | 15               | 31               | 10               |                  |   |                      |                      |                      |                      |                      |
| 1976-1977  | Capitals de Washington      | LNH        | 80  | 28               | 36               | 64               | 13               |                  |   |                      |                      |                      |                      |                      |
| 1977-1978  | Capitals de Washington      | LNH        | 78  | 19               | 24               | 43               | 10               |                  |   |                      |                      |                      |                      |                      |
| 1978-1979  | Capitals de Washington      | LNH        | 18  | 2                | 4                | 6                | 0                |                  |   |                      |                      |                      |                      |                      |
| 1978-1979  | Stingers de Cincinnati      | AMH        | 2   | 0                | 0                | 0                | 0                |                  |   |                      |                      |                      |                      |                      |
| Totaux LNH | Totaux LNH                  | Totaux LNH | 670 | 180              | 243              | 423              | 111              | 10               | 0 | 1                    | 1                    | 0                    |                      |                      |

## Transactions en carrière
- Le 9 juin 1970 : Réclamé au repêchage d'expansion par les Sabres de Buffalo des Flyers de Philadelphie.
- Le 4 décembre 1978 : Réclamé au ballotage par les Capitals de Washington.